# 東京臨海新交通7000系電車
東京臨海新交通7000系電車（とうきょうりんかいしんこうつう7000けいでんしゃ）は、かつて東京臨海新交通（1998年からはゆりかもめ）が保有していたAGT（新交通システム）車両。
本項では、増備車である7200系電車についても記述する。

## 概要
1995年（平成7年）の東京臨海新交通臨海線の開業に合わせて登場した。
ステンレス車体、片側2ドア構造、空気式のウイングスライド方式プラグドア（3次車以降は外吊り引き戸式）、クロスシート配置の座席、折り畳み座席付きの車椅子スペースを採用しており、いずれも日本の案内軌条式鉄道の車両として初の採用例となった。製造は大半を日本車輌製造が担当したが、三菱重工業、東急車輛製造、新潟鐵工所、新潟トランシスも数編成を製造している。
7000系の形式称号は、お台場周辺の東京臨海副都心が7番目の副都心であることに由来する。

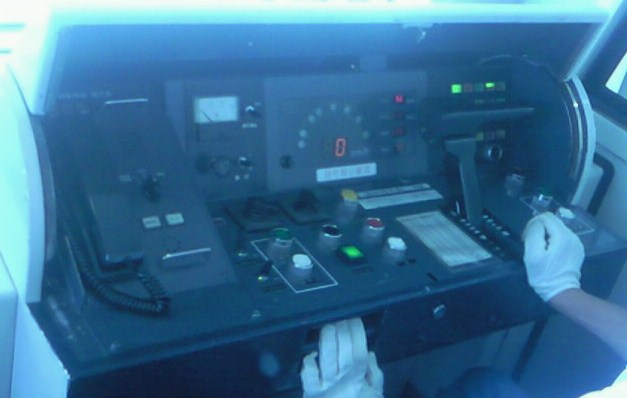
運転席
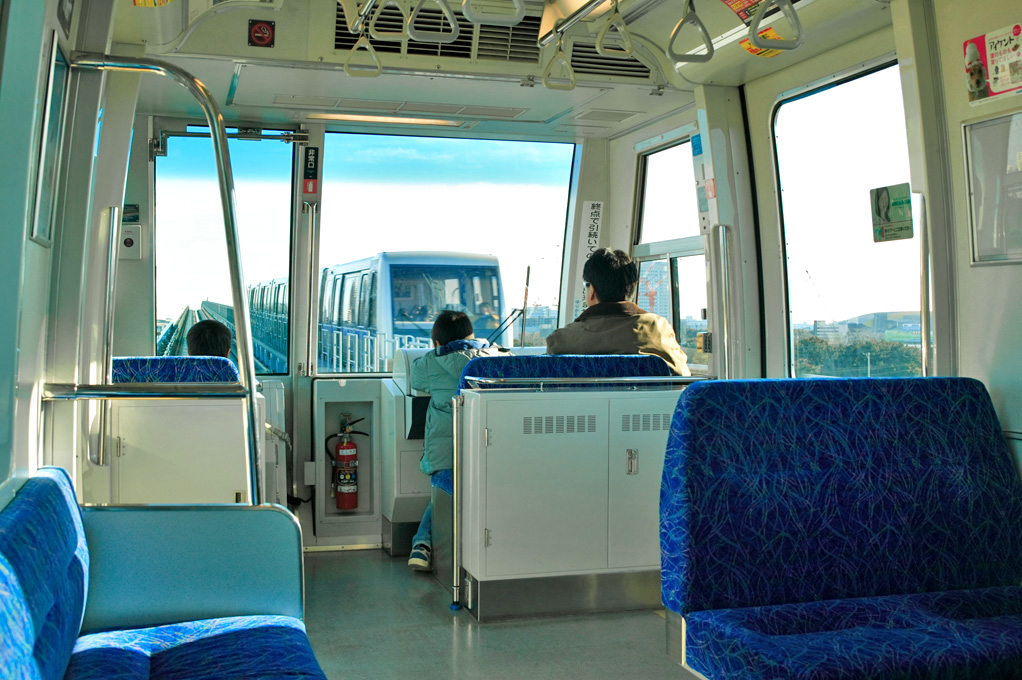
7000系の車内
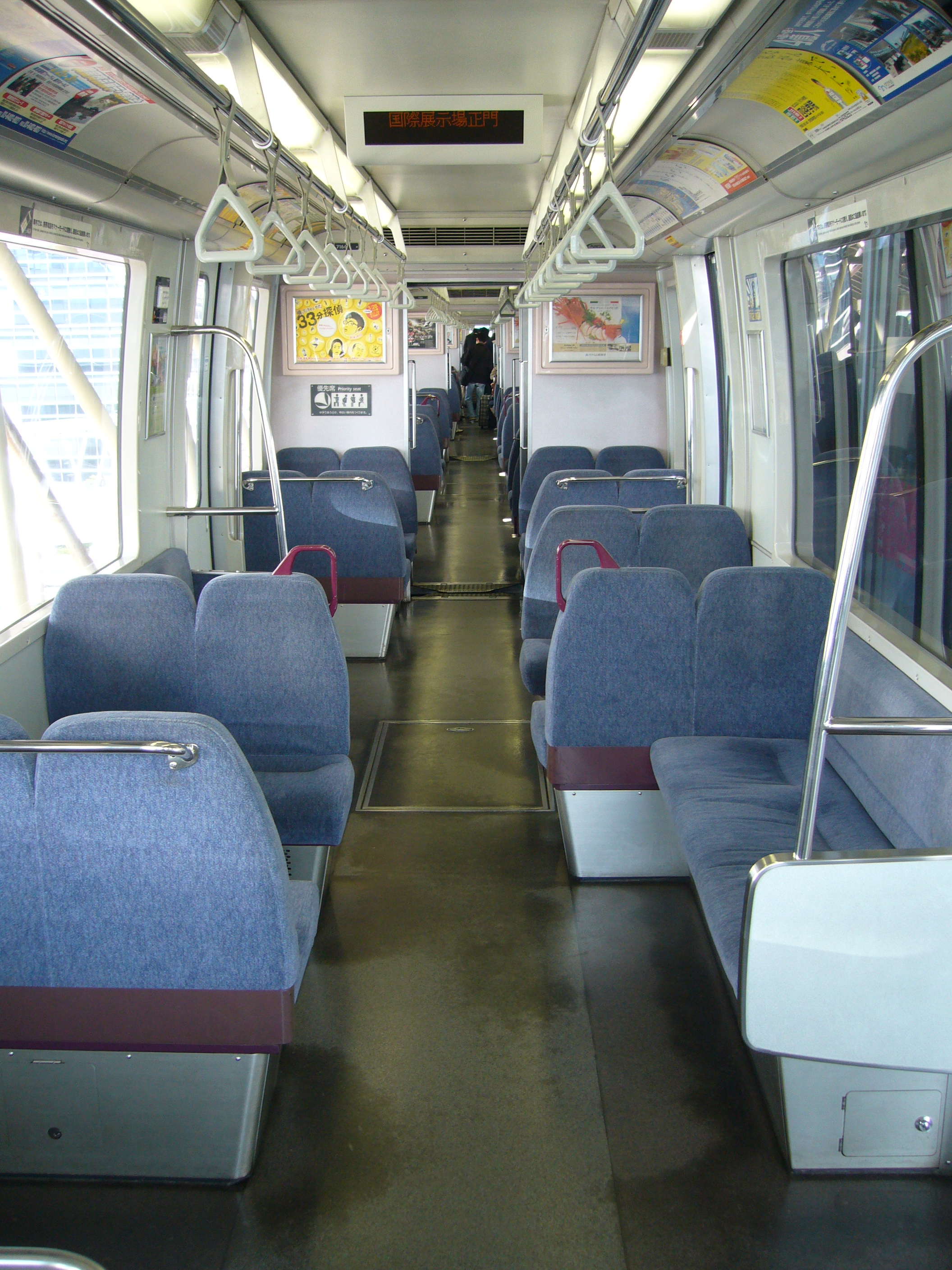
7200系の車内

## 諸元
車体はステンレス製で、窓回りに濃いグレーを配し、側面窓上下にブルーのラインを引く。前面には折りたたみはしご付きの非常用脱出扉が設けられている。前面と側面に大きく表記された数字が編成番号を表すが、「19・20」が欠番になっている。
車両に自動列車運転装置(ATO)と自動列車制御装置(ATC)を搭載しており、平常時はATOによる自動運転（無人運転）だが、先頭車両にはワンハンドル式マスター・コントローラー（力行3ノッチ、ブレーキ4ノッチ・非常・デッドマン装置付・東洋電機製造製）を装備しており、非常時や車両基地内での移動では、乗務員による手動運転が可能である。
全車が制御電動車または電動車であり、車体長は9000mm、車高は2470mm、車体幅は2470mmである。なお、早朝と深夜に運行される列車は自動運転ではなく、乗務員による手動運転扱いとなっているため、先頭車前面の座席が運転席となり、運転台を使用する。列車無線は誘導無線方式を採用しており、音声だけでなく車両のデータや故障などの情報を送ることができる。
集電装置は、走行に使用される電力が電圧600Vの三相交流3線式を採用しているため、3つの集電装置が車体下部に取り付けられている。主電動機は、1 - 3次車は直流分巻電動機（MB-3310-A形（三菱電機製））、4 - 6次車はかご形三相誘導電動機で、ともに出力は110kWである。
制御方式は、1 - 3次車は三相全ブリッジサイリスタ位相制御方式（東洋電機製造製ATRF-M2110-RG709A形）を採用しており、側面から集電装置を介して供給される三相交流をサイリスタ位相制御により直流に整流するとともに、出力電圧を制御することで直流電動機を制御する。
4 - 6次車はCI制御（コンバータ・インバータ）方式になり、コンバータで直流に変換し、VVVFインバータで可変電圧・可変周波数の三相交流に変換して誘導（交流）電動機を制御する、コンバータ・インバータ制御方式となっている。なお、通常の交流型電車と異なり、地上の変電設備から送電されている電力が固定電圧(600V)・固定周波数(50Hz)の三相交流であるため、コンバータは単相交流型ではなく三相交流型である。
補助電源装置は1 - 3次車が三相交流200Vを出力する補助変圧器（25 kVA）、単相交流100Vを出力する補助変圧器（3 kVA・定電圧）、直流100Vを出力する整流装置（4 kW・いずれも東洋電機製造製）から構成される。なお、4次車からは三相交流200Vを出力する補助変圧器を30 kVAに容量アップしている。空気圧縮機は、往復形単動2段圧縮機（1000ℓ/min)を編成内に2台搭載しており、車両の客室ドアの開閉やブレーキで使用される。
台車は1 - 3次車が平行リンク式のユニット台車、4 - 6次車は平行リンク式のボギー台車を採用している。また、ガイドウェイに設置された案内軌条により車両を案内する案内方式は側方案内方式を採用しているが、走行車輪を操向（ステアリング）する操向方式は、1 - 3次車は2軸4輪ステアリング方式、4 - 6次車は4案内輪車軸ボギー方式が採用されているが、7300系の導入後は、案内車輪の変位を、台車に装着された案内操向装置を介して直接台車に伝達することで、台車全体を旋回させる方式から案内車輪の変位を、案内操向装置自体に直結した操向用のロッドにより、走行輪の舵角に転換して操向する方式に変更されている。

## 増備ごとの変遷
7000系は初期車（1 - 3次車）と後期車（4 - 6次車）で台車・主電動機・制御方式・操向方式が異なっており、前者を7000系、後者を7200系と区別することも多い。また、1次車から6次車の間でも編成内の定員が異なっている。

### 7000系

#### 1次車 (7011F - 7131F)

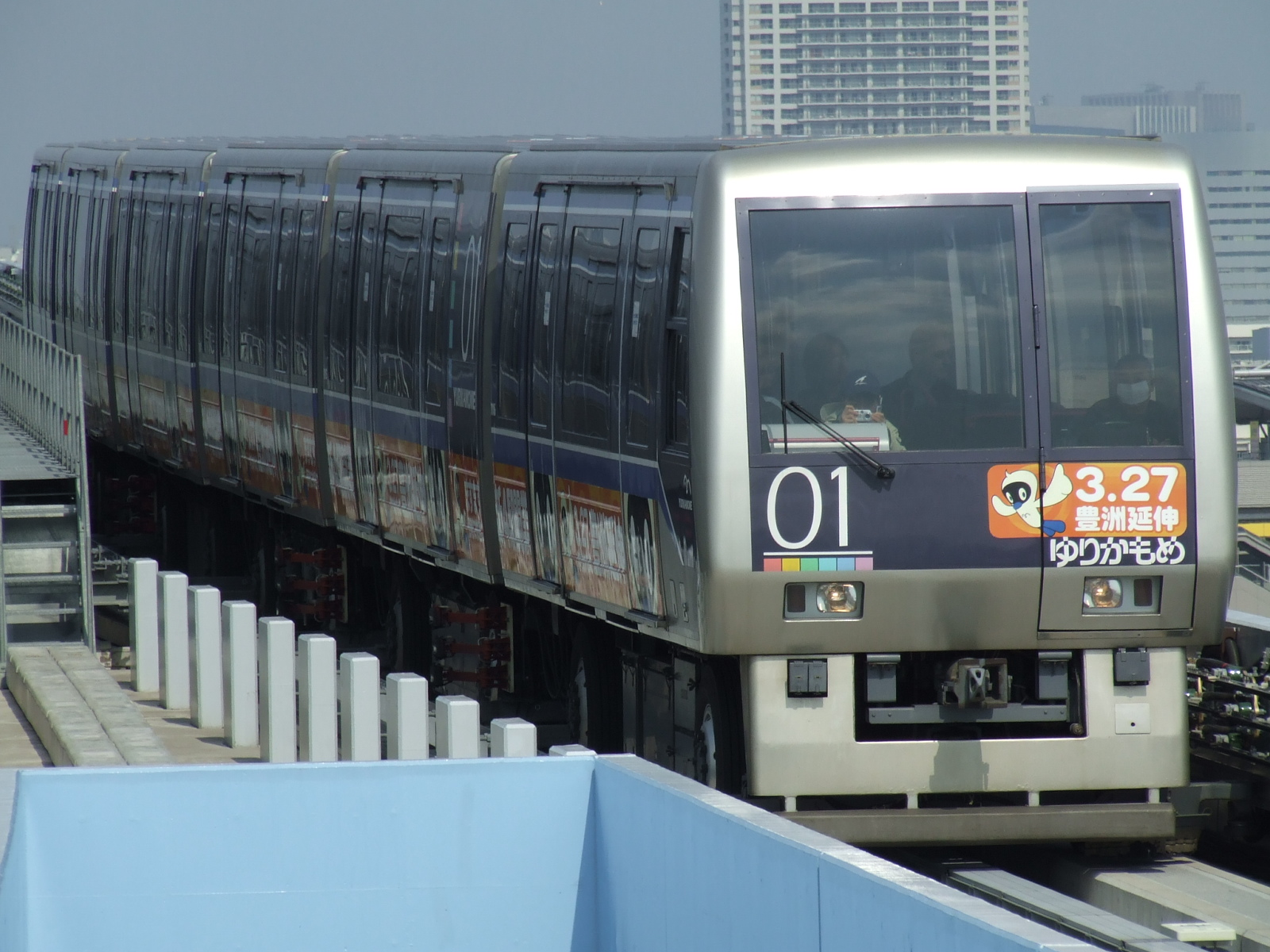
7000系1次車、第1編成（2006年3月）

新橋駅 - 有明駅間の開業に合わせて、1995年（平成7年）に導入された。製造数は13編成（78両）。主回路制御はサイリスタ位相制御を採用した。前面は、虹をブロック状に並べたイメージである。編成内の定員は352人で座席定員は170人。

#### 2次車 (7141F・7151F)

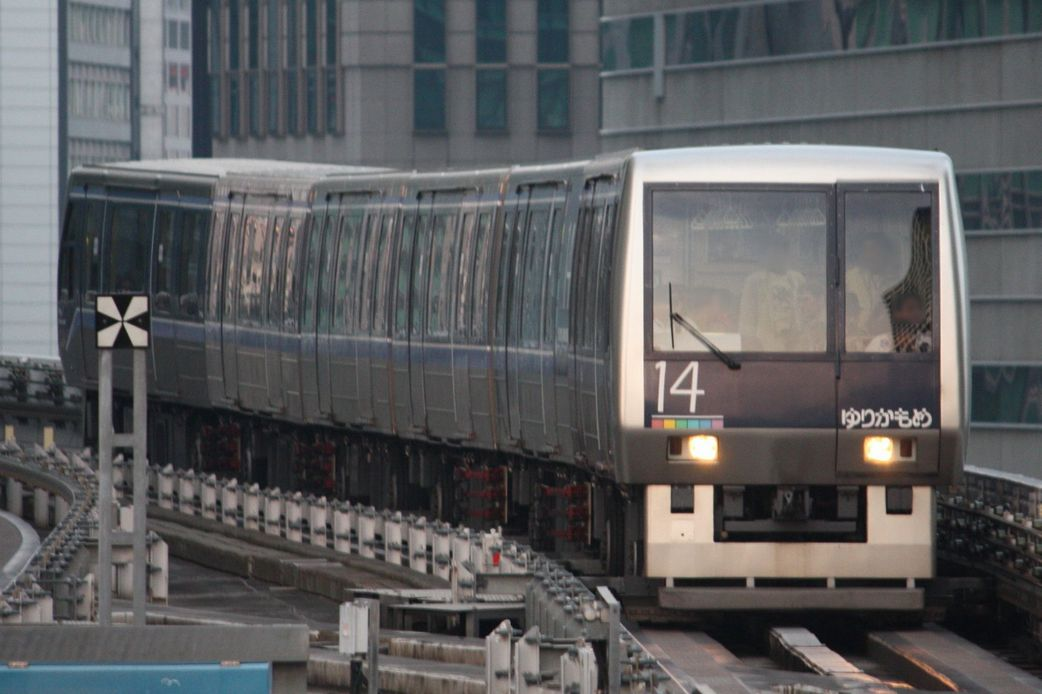
7000系2次車、第14編成（2009年11月）

1997年（平成9年）に導入された。製造数は2編成（12両）で、構造は1次車とほぼ同一。

#### 3次車 (7161F - 7181F)

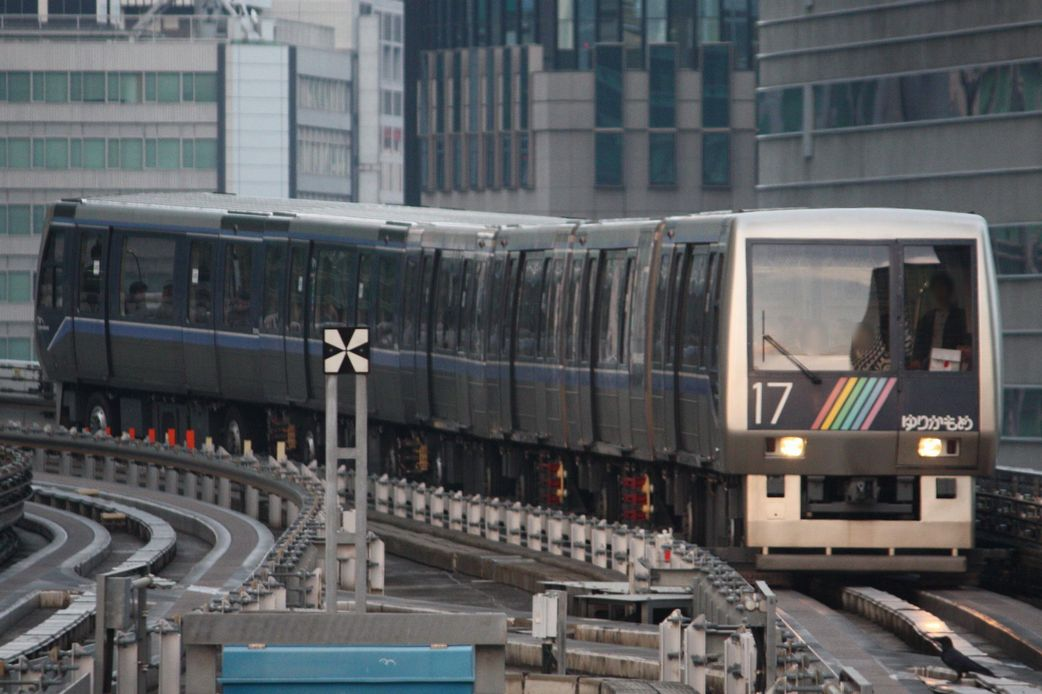
7000系3次車、第17編成（2009年11月）

社名が「ゆりかもめ」となった1998年（平成10年）に導入された。製造数は3編成（18両）。座席配置がオールクロスシートからクロスシートとロングシートが互い違いに配されたセミクロスシートに変更され、側面ドアもプラグドアから外吊り引き戸に変更されるとともに、前面に虹の模様が追加された。編成内の定員は338人で座席定員は158人。

### 7200系

#### 4次車 (7211F - 7231F)

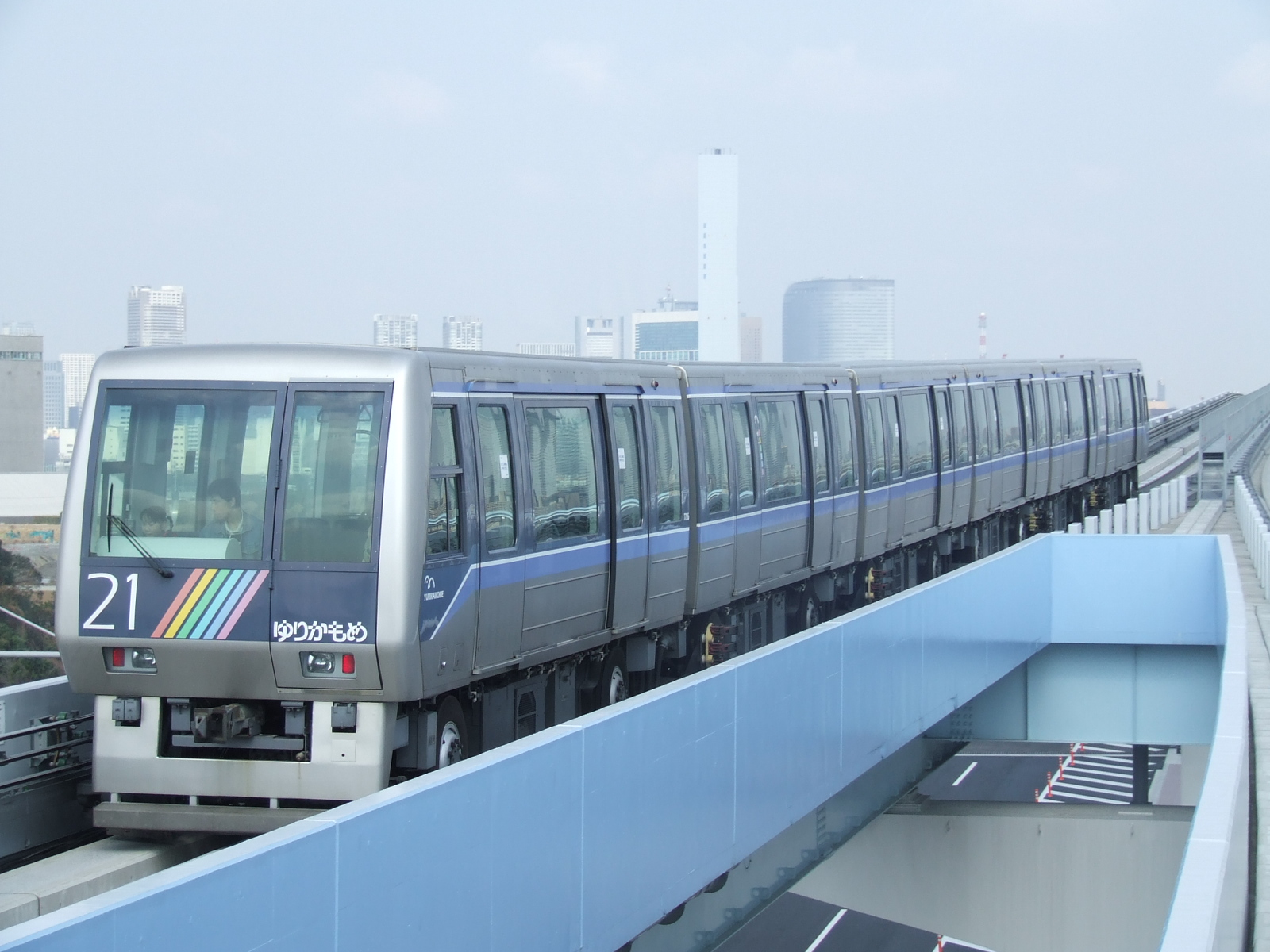
7200系4次車、第21編成（2006年3月）

1999年（平成11年）に導入された。製造数は3編成（18両）。車体は3次車とほぼ同一だが、主電動機はかご形三相誘導電動機に、制御装置がCI制御（コンバータ・インバータ）に変更された（いずれも三菱電機製）。合わせて、台車の操向方式が7221Fから4案内輪車軸ボギー方式に変更され、案内車輪が2輪から4輪になったのが大きな違いである。側窓ガラスはUVカットガラスを使用、空調制御はマイコン制御による全自動方式とした。編成内の定員は338人で座席定員は158人。

#### 5次車 (7241F - 7261F)

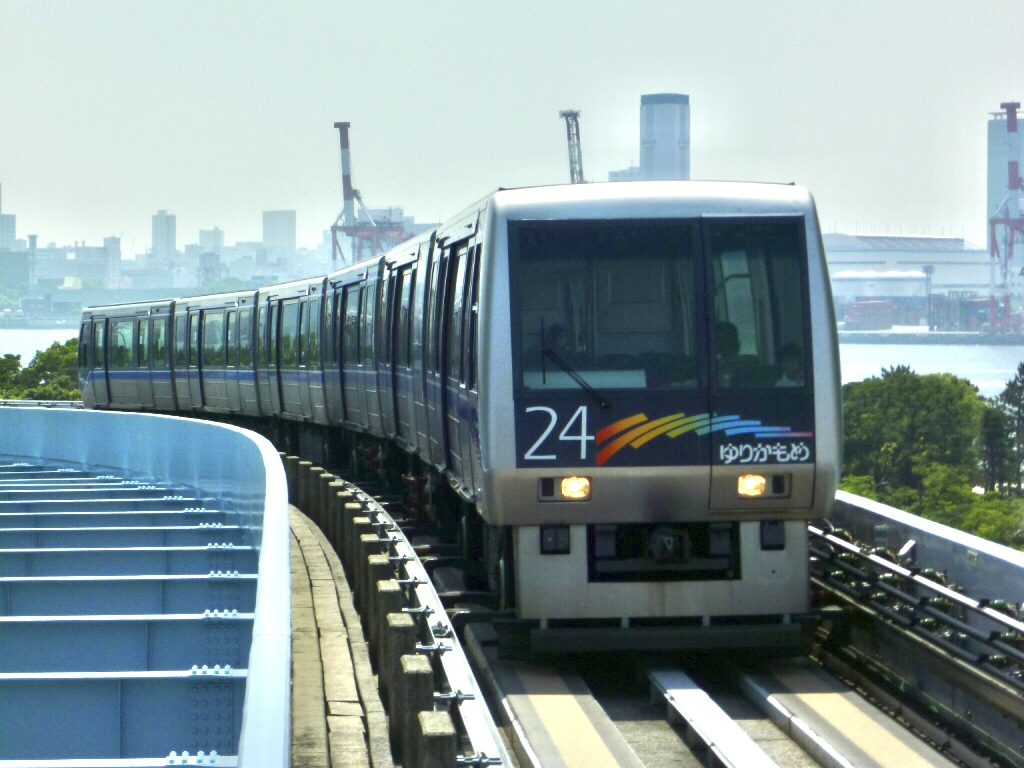
7200系5次車、第24編成（2014年5月）

2001年（平成13年）に導入された。製造数は3編成（18両）。前面の模様が変更された他は4次車と同一である。

#### 6次車 (7271F・7281F)

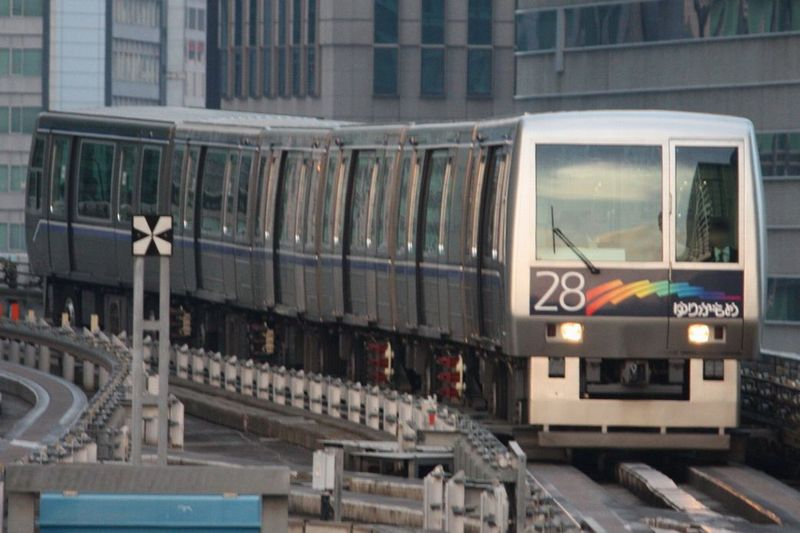
7200系6次車、第28編成（2009年11月）

開業10周年及び2006年（平成18年）の有明駅 - 豊洲駅間延伸記念に、マスコットキャラクター「ゆりも」が誕生した2005年（平成17年）に導入された。製造数は2編成（12両）。この6次車では前面にFRP素材が使用されるとともに側面の塗装も一新され、窓部分のグレー塗装を廃してステンレス無地とされた。座席配置が3 - 5次車と異なり、折り畳み座席部分を除き、豊洲方向に向かって左側をクロスシート、右側をロングシートに統一する方式を採用するとともに、クロスシートはボックス部分のシートピッチを従来の1,450mmから1,700mmに拡げ、もう一画はシートピッチ950mmの片方向向きの固定クロスシートとして座席空間を大幅に拡大し、座席表地もグレーから青に変わった。編成内の定員は308人で座席定員は120人。また、つり革の形も変更された。

## 廃車・置き換え
2014年（平成26年）1月18日より置き換え用の7300系の営業運転を開始し、2013年（平成25年）度より廃車が開始された。7000系は2016年（平成28年）までに全編成が運用を終了した。残る7200系に関してはその後も引き続き運用されていたが、2018年（平成30年）より7300系をマイナーチェンジした7500系の導入が発表され、2020年（令和2年）10月14日までに全編成が運用を終了した。これにより7000系・7200系は全廃となった。

## 保存
7200系6次車の第28編成、7286号車が本社に保存されている(通常は非公開)。なお、2024年2月29日から3月7日にかけて、劣化した帯の張り替えを行なった。

## 編成

### 7000系
|          |          | ← 豊洲新橋 → |             |             |             |             |              |               |          |
| 号車     | 号車     | 1            | 2           | 3           | 4           | 5           | 6            |               |          |
| 形式     | 形式     | 7001形 (Mc1) | 7002形 (M2) | 7003形 (M3) | 7004形 (M4) | 7005形 (M5) | 7006形 (Mc6) | 竣工日        | 車体製造 |
| 車両番号 | 1次車    | 7011         | 7012        | 7013        | 7014        | 7015        | 7016         | 1995年9月30日 | 日車     |
| 車両番号 | 1次車    | 7021         | 7022        | 7023        | 7024        | 7025        | 7026         | 1995年9月30日 | 新潟     |
| 車両番号 | 1次車    | 7031         | 7032        | 7033        | 7034        | 7035        | 7036         | 1995年9月30日 | 新潟     |
| 車両番号 | 1次車    | 7041         | 7042        | 7043        | 7044        | 7045        | 7046         | 1995年9月30日 | 日車     |
| 車両番号 | 1次車    | 7051         | 7052        | 7053        | 7054        | 7055        | 7056         | 1995年9月30日 | 日車     |
| 車両番号 | 1次車    | 7061         | 7062        | 7063        | 7064        | 7065        | 7066         | 1995年9月30日 | 日車     |
| 車両番号 | 1次車    | 7071         | 7072        | 7073        | 7074        | 7075        | 7076         | 1995年9月30日 | 日車     |
| 車両番号 | 1次車    | 7081         | 7082        | 7083        | 7084        | 7085        | 7086         | 1995年9月30日 | 三菱     |
| 車両番号 | 1次車    | 7091         | 7092        | 7093        | 7094        | 7095        | 7096         | 1995年9月30日 | 三菱     |
| 車両番号 | 1次車    | 7101         | 7102        | 7103        | 7104        | 7105        | 7106         | 1995年9月30日 | 川重     |
| 車両番号 | 1次車    | 7111         | 7112        | 7113        | 7114        | 7115        | 7116         | 1995年9月30日 | 川重     |
| 車両番号 | 1次車    | 7121         | 7122        | 7123        | 7124        | 7125        | 7126         | 1995年9月30日 | 東急     |
| 車両番号 | 1次車    | 7131         | 7132        | 7133        | 7134        | 7135        | 7136         | 1995年9月30日 | 東急     |
| 車両番号 | 2次車    | 7141         | 7142        | 7143        | 7144        | 7145        | 7146         | 1997年7月7日  | 日車     |
| 車両番号 | 2次車    | 7151         | 7152        | 7153        | 7154        | 7155        | 7156         | 1997年7月7日  | 日車     |
| 車両番号 | 3次車    | 7161         | 7162        | 7163        | 7164        | 7165        | 7166         | 1998年3月14日 | 新潟     |
| 車両番号 | 3次車    | 7171         | 7172        | 7173        | 7174        | 7175        | 7176         | 1998年3月14日 | 新潟     |
| 車両番号 | 3次車    | 7181         | 7182        | 7183        | 7184        | 7185        | 7186         | 1998年3月14日 | 新潟     |
| 搭載機器 | 搭載機器 | TA,BT        | CON         | CON         | CP          | CON         | TA,BT        |               |          |

凡例
- CON：制御装置
TA：補助変圧器（補助変圧器2種類 + 整流装置）
CP：空気圧縮機（2台搭載）
BT：蓄電池

### 7200系
|          |          | ← 豊洲新橋 → |             |             |             |             |              |               |          |
| 号車     | 号車     | 1            | 2           | 3           | 4           | 5           | 6            |               |          |
| 形式     | 形式     | 7201形 (Mc1) | 7202形 (M2) | 7203形 (M3) | 7204形 (M4) | 7205形 (M5) | 7206形 (Mc6) | 竣工日        | 車体製造 |
| 車両番号 | 4次車    | 7211         | 7212        | 7213        | 7214        | 7215        | 7216         | 1999年2月26日 | 日車     |
| 車両番号 | 4次車    | 7221         | 7222        | 7223        | 7224        | 7225        | 7226         | 1999年2月26日 | 日車     |
| 車両番号 | 4次車    | 7231         | 7232        | 7233        | 7234        | 7235        | 7236         | 1999年3月16日 | 日車     |
| 車両番号 | 5次車    | 7241         | 7242        | 7243        | 7244        | 7245        | 7246         |               |          |
| 車両番号 | 5次車    | 7251         | 7252        | 7253        | 7254        | 7255        | 7256         |               |          |
| 車両番号 | 5次車    | 7261         | 7262        | 7263        | 7264        | 7265        | 7266         |               |          |
| 車両番号 | 6次車    | 7271         | 7272        | 7273        | 7274        | 7275        | 7276         |               |          |
| 車両番号 | 6次車    | 7281         | 7282        | 7283        | 7284        | 7285        | 7286         |               |          |
| 搭載機器 | 搭載機器 | TA,BT        | CI          | CI          | CP          | CI          | TA,BT        |               |          |

凡例
- CI：制御装置
TA：補助変圧器（補助変圧器2種類 + 整流装置）
CP：空気圧縮機（2台搭載）
BT：蓄電池